# Автомобильный накопитель элеваторного типа
Автомобильный накопитель элеваторного типа (сокр. АНЭТ; англ. rotary parking, нем. Paternoster; другие названия — роторная парковка, роторный паркинг, роторная стоянка, парковочная система вертикального циркуляционного типа, парковочная система роторного (карусельного) типа, патерностер) — роторная система парковки автомобилей, обеспечивающая продолжительное хранение автомобилей на её несущих платформах.
Для вариантов вертикального исполнения АНЭТ характерно наличие пары верхних и пары нижних цепных звёздочек, приводящих в движение пару бесконечных тяговых органов (отрезки цепи, консоли), на которых равноудалено друг от друга через консоли закреплены несущие платформы. Выполнение одной парковочной операции (приём/выдача автомобиля) сопровождается перемещением всех несущих платформ и расположенных на них автомобилей до тех пор, пока требуемая несущая платформа не займёт загрузочную позицию.
Первый АНЭТ появился в США в городе Чикаго в 1937 году. Сейчас АНЭТ нашли широкое применение на Дальнем Востоке и в США. В Японии первые АНЭТ появились в 1962 году и в настоящее время их численность превышает 10 000 штук. Сегодня существует большое разнообразие конструктивных форм АНЭТ.

## Назначение
Хранение автомобилей в стеснённых городских условиях, в непосредственной близости от жилых домов, административных зданий, торговых и выставочных комплексов.

## Классификация
В общем виде АНЭТ классифицируют следующим образом:
- По расположению АНЭТ относительно уровня земли
  - подземные (поддорожные)
  - надземные
  - расположенные частично под землёй, частично над землёй (комбинированные, использующие как надземное, так и подземное пространство).
- По способу загрузки автомобилей на несущие платформы
  - с применением собственных мощностей автомобиля
  - с применением специальных перегрузочных устройств
  - комбинированный способ загрузки.
- По направлению движения тягового органа на прямолинейных участках
  - вертикальные
  - горизонтальные
    - тяговый орган в вертикальной плоскости
    - тяговый орган в горизонтальной плоскости

  - округлой формы (с разведёнными ветвями)
  - комбинированные.
- По месту расположения в АНЭТ загрузочно-разгрузочных позиций
  - в верхней части
  - в нижней части
  - на промежуточных участках между верхней и нижней частями.
- По расположению тяговых органов
  - без горизонтального смещения одного тягового органа относительно другого в своей плоскости
  - с горизонтальным смещением (система патерностер).
- По роду несущей платформы
  - люлечного типа
  - полочного типа
  - поворотная.
- По расположению несущих платформ
  - относительно друг друга
    - с расставленными несущими платформами
    - с сомкнутыми несущими платформами

  - относительно тяговых органов
    - продольное расположение
    - поперечное расположение.

## Достоинства и недостатки

### Достоинства
- эффективность использования пространства[12];
- удобство парковки и вывода с парковочного места автомобиля[12];
- временная легковозводимая конструкция[13].

### Недостатки
- любая транспортная операция, включающая разгон и торможение всех перемещаемых объектов, сопряжена с высокими эксплуатационными расходами;
- относительно небольшие скорости перемещения автомобилей (по сравнению с автомобильным подъёмником лифтового типа (АПЛТ);
- меньшая надёжность (по сравнению с рамповыми заездами и АПЛТ).

## Устройства безопасности
- аварийные выключатели[5][11];
- вспомогательные зеркала[5];
- датчик слабины, либо обрыва цепи тягового органа[11];
- ловители несущих платформ[11], контррельсы[5] (на случай обрыва цепи тягового органа);
- предохранительные заслонки (ворота, шлагбаум);
- противооткатные устройства на несущих платформах (для передней пары колёс)[5];
- световые системы оповещения водителей;
- система аварийного энергообеспечения;
- устройство контроля веса автомобилей;
- устройства (датчики) слежения за автомобилем.